# Odontostreptus congoensis
Odontostreptus congoensis är en mångfotingart som först beskrevs av Carl Graf Attems 1914.  Odontostreptus congoensis ingår i släktet Odontostreptus och familjen Spirostreptidae.

## Underarter
Arten delas in i följande underarter:
- O. c. flavomarginis
- O. c. limbatus